# Arrastão da Praia de Carcavelos
Arrastão da Praia de Carcavelos ou Arrastão de Carcavelos foi uma notícia falsa divulgada de forma generalizada pelos meios de comunicação social portugueses no dia 10 de junho de 2005 e seguintes, sobre um alegado roubo coletivo em arrastão que teria ocorrido nesse dia na praia de Carcavelos. O evento nunca existiu, sendo descrito como um dos maiores embustes ocorridos no espaço mediático português, e um exemplo de mau jornalismo, com um enquadramento de racismo e xenofobia, sendo desde então objeto de vários estudos académicos.

## História
A 10 de junho de 2005, uma sexta-feira, comemorava-se o Dia de Portugal, de Camões e das Comunidades Portuguesas, sendo por isso dia feriado, o primeiro de um fim de semana prolongado, marcando também o início das férias de Verão para muitos jovens. Estando um dia de calor, o areal da praia de Carcavelos encontrava-se particularmente cheio. Testemunhas oculares relataram a presença de um grande número de banhistas negros, separados dos banhistas brancos, com alguma tensão latente, mas sem qualquer incidente fora do normal. Ao fim da manhã teriam ocorrido alguns desacatos na praia. Perto do meio-dia a Polícia de Segurança Pública (PSP) foi alertada, pedindo reforços duas horas depois, que chegariam às 14h20.
Meia hora depois, rádios e televisões começavam a noticiar a ocorrência de um arrastão na praia, descrevendo um ataque organizado de gangs com roubos e agressões. A primeira notícia, emitida pela agência Lusa, chegou às redações às 16h10, incluindo declarações atribuídas ao comandante Gonçalves Pereira, da PSP de Cascais, segundo as quais: “500 adultos e jovens constituídos em gangs entraram hoje às 15.00 na praia de Carcavelos (…) e começaram a assaltar e a agredir os banhistas“, provocando o terror no local. O mesmo take destacava que os acontecimentos haviam sido confirmados por um jornalista que se encontrava acidentalmente no local, que constatou o movimento anormal de ambulâncias e polícias. Horas mais tarde, já desenvolvido por várias estações de rádio e televisão, o incidente foi reformatado: a partir dessa altura, foi descrito nos media como imitação dos assaltos em grande escala das praias brasileiras. Segundo a informação que rapidamente alastrou, o assalto pressupunha capacidade de organização e planeamento dos assaltantes. Os incidentes foram sendo noticiados em quase todos os suportes informativos de âmbito nacional, dando voz a testemunhas oculares e a forças policiais e fazendo eco do carácter inédito do evento. Nessa noite, abriu todos os telejornais desse dia. No noticiário da SIC, utilizou-se pela primeira vez a palavra “arrastão” para definir a ocorrência. Pouco depois, às 21 horas, foi enviado um comunicado do Comando Metropolitano de Lisboa da Polícia de Segurança Pública a todos os órgãos de comunicação, em que se utilizava a palavra “arrastão”. As notícias eram geralmente acompanhadas por fotografias captadas por Hélder Gabriel, proprietário do bar de praia "Windsurf Café", assim como de entrevistas ao mesmo comerciante, que serviram de prova documental, fornecendo um elemento adicional de contextualização: a grande maioria dos envolvidos, segundo as provas visuais, era de origem africana.
Este evento, no entanto, nunca existiu, constituindo um dos maiores embustes ocorridos no espaço mediático português. Segundo os factos apurados, apenas teve lugar um pequeno desacato entre dois casais, e um único roubo isolado na praia durante aquele dia.
A partir do dia 11 de junho, a PSP esforçou-se por contrapor alguns elementos contraditórios à tese que entretanto ganhara força. Segundo as entrevistas e comunicados produzidos pela polícia, praticamente ignorados nos relatos noticiosos durante a primeira semana, não foram detectados indícios de crime organizado, não se registaram queixas ou detenções compatíveis com um assalto envolvendo cinco centenas de pessoas, e as próprias fotografias então divulgadas teriam sido captadas aquando da chegada da polícia, mostrando sobretudo banhistas em fuga. Desde o primeiro dia, os principais líderes partidários pronunciaram-se sobre o caso, aceitando e moldando o enquadramento do “arrastão”, já proposto pelos “agentes de controlo social”, como a polícia e os media. A 17 de junho, surgiu na imprensa uma notícia assinada pelo jornalista Nuno Guedes, de A Capital, que, pela primeira vez, desmentiu as informações noticiadas seis dias antes, embora com pouco eco. Mesmo com uma visita presidencial de Jorge Sampaio ao bairro da Cova da Moura, nos arredores de Lisboa, destinada a apaziguar os ânimos, a tensão manteve-se inflamada, como o comprovou uma manifestação de cariz nacionalista em bairros de Lisboa no dia 18. A 19 de junho, a comunicação social dava conta de um sentimento e insegurança entre muitos banhistas que frequentavam a praia de Carcavelos, e dos efeitos negativos causados pela menor afluência de turistas e maior presença policial na praia.

## Era uma vez um arrastão
A 1 de julho, uma investigação da jornalista Diana Andringa resultou na emissão do documentário Era uma vez um arrastão, ocorrida na Videoteca, no qual se desmontavam os alicerces da onda noticiosa do mês anterior. Os responsáveis pelo filme documentam o "arrastão" enquanto acontecimento empolado e construído, cuja divulgação pelos meios de comunicação social não foi sustentada em factos reais. Segundo Andringa, o caso demonstra a clara existência de racismo na maneira como se relataram os incidentes na praia, sugerindo a existência de uma campanha anti-imigração, associando os imigrantes à delinquência e descrevendo-os como um problema securitário, que é depois associado à Esquerda, que então governava.
Segundo o sociólogo Rui Pena Pires, inventou-se um acontecimento que reforçou a estigmatização dos imigrantes, criando um pânico social com consequências na decisão política, em particular na discussão sobre a lei da nacionalidade. O jornalista Miguel Gaspar, do Diário de Notícias, afirmou não ter havido análise crítica das fontes no tratamento dos acontecimentos:  Um "arrastão" teria ocorrido antes de estarem jornalistas no terreno que o pudessem documentar,  tendo o mito se propagado à estrutura editorial. Heliana Bibas, da Casa do Brasil, assinalou que a "fabricação de arrastões" era já conhecida como facto noticioso no Brasil com intenções políticas. No filme, Nuno Guedes, da Capital, o primeiro jornalista a escrever negando a existência do arrastão, relatou como as fontes que contactou não confirmaram a notícia difundida, e que não existiam queixas na PSP por furtos na praia naquele dia. Para o sociólogo José Rebelo, houve a construção de um "pseudo-acontecimento", em que "pseudo-factos" avançados depois de 10 de Junho se limitaram a confirmar o primeiro.
Diana Andringa, que então se encontrava desempregada, e era candidata independente pelo Bloco de Esquerda à Câmara Municipal da Amadora, foi acusada de politizar a situação, respondendo que, acima de tudo, era cidadã portuguesa, e agiu nessa qualidade.

## Repercussão
O caso é considerado como um exemplo de má cobertura jornalística, de contornos racistas, xenófobos e etnocêntricos, potenciado pela falta de notícias característica do feriado do 10 de junho, geralmente pouco movimentado. A construção do falso acontecimentos por políticos, forças policiais, meios de comunicação social e pelo próprio Governo Português, assim como a dificuldade dos meios de comunicação em admitir erros, é apontada como causa de se ter cristalizado na opinião pública portuguesa a ideia de que o que se passou em Carcavelos foi, de facto, um “arrastão” igual ao das praias brasileiras perto das favelas.
Um relatório do Alto Comissariado para a Imigração e Minorias Étnicas, e um trabalho académico, ambos publicados em 2006, confirmaram exaustivamente a distorção entre a ocorrência de Carcavelos e as narrativas noticiosas construídas sobre a mesma: Nas palavras de Fernanda Câncio, "a incrível novela dos 500 assaltantes negros dos bairros "problemáticos" que, de calção de banho e mochila na mão, "varreram" a praia no dia que em tempos foi "da raça" e agora é de Portugal."
Outro estudo académico, publicado em 2011, conclui que o “arrastão” de Carcavelos de 2005 acompanhou intimamente o modelo descrito por Peter Vasterman para as ondas noticiosas, sugerindo que a unanimidade entre órgãos de comunicação, o consenso entre definidores primários, o volume da cobertura jornalística, a construção de uma percepção de deterioração da ordem pública e o exagero ou distorção das representações da ocorrência e do comportamento do grupo étnico envolvido contribuiram para a formação da onda noticiosa. É igualmente sugestiva a hipótese segundo a qual este tipo de unanimidade jornalística se inicia apenas com um evento-chave suficientemente forte e ressonante para cumprir os valores-notícia dos meios de comunicação das diversas plataformas e com distintas orientações ideológicas, tornando-se omnipresente em toda a esfera mediática durante um curto intervalo temporal. No estudo, é sugerido ainda um elemento adicional: uma vez em curso, uma onda noticiosa prossegue a sua dinâmica imparável, integrando no(s) seu(s) enquadramento(s) dominante(s) as informações que a fortalecem, e negligenciando aquelas que a põem em causa: Quando a onda noticiosa se forma perante um consenso alargado, é escassa a disponibilidade para incorporar na cobertura jornalística elementos que contradigam o enquadramento predominante.